# La Casa Amarilla
La Casa Amarilla és una antiga casa de camp de dos pisos situada en el terme municipal de Puerto de la Cruz, illa de Tenerife (Canàries, Espanya). Es considera a aquest edifici la seu del primer centre d'estudis primatològics de la història, en haver acollit entre els anys 1913 i 1918 l'Estació d'Antropoides de Tenerife, promoguda per l'acadèmia Prussiana de les Ciències de Berlín i dirigida principalment pel cèlebre psicòleg alemany Wolfgang Köhler (1887-1967). En aquesta casa es redactarien a més la sèrie d'informes que ajudarien a compondre el futur text de Köhler, The mentality of apes -La intel·ligència dels ximpanzés-, d'àmplia influència en la psicologia, la filosofia, l'antropologia, la primatologia i l'etologia del segle xx. Des de l'any 2005, ostenta la condició de Bé d'Interès Cultural (BIC) amb categoria de Lloc Històric per Decret del Govern de Canàries. En l'actualitat aquest edifici es troba en greu perill de desaparició.

## Història

### Inicis

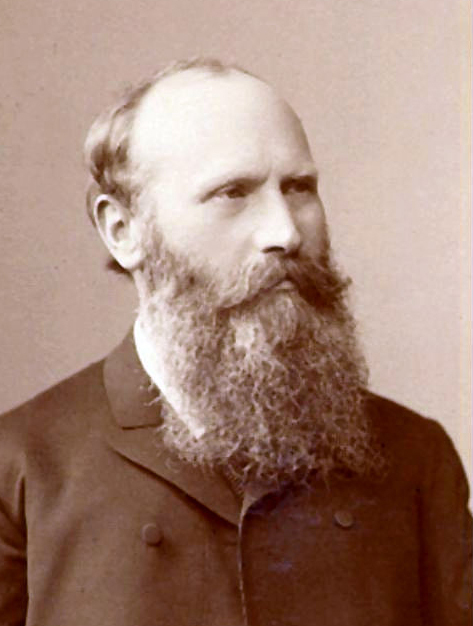
Wilhelm von Waldeyer-Hartz, 1891.

En 1905, el banquer Albert Samson acorda juntament amb el secretari de la Secció de Física de l'Acadèmia Prussiana de Ciències de Berlín, Heinrich Wilhelm Gottfried Waldeyer (1836-1921), la creació de l'Albert*Samson - Stiftung -Fundació Albert Samson-, prenent com a hereu universal a la mateixa Acadèmia de Ciències. L'objectiu d'aquesta fundació seria la d'examinar els principis biològics i naturals de la moral en l'individu i les societats a través de recerques antropològiques, etnològiques o geològiques, així com l'estudi de la protohistòria i història de la moral i ètica humanes. El secretari de l'Acadèmia i director de l'Institut Anatòmic de la Universitat de Berlín, Wilhelm Waldeyer, és nomenat president de la fundació, encarregant-se juntament amb el pioner de la psicologia experimental Carl Stumpf (1848-1936) de la selecció de projectes per al Consell. El cèlebre físic Max Planck (1858-1947) exerciria com a substitut del secretari de la secció de matemàtiques i físiques per a aquesta mateixa institució durant un temps.

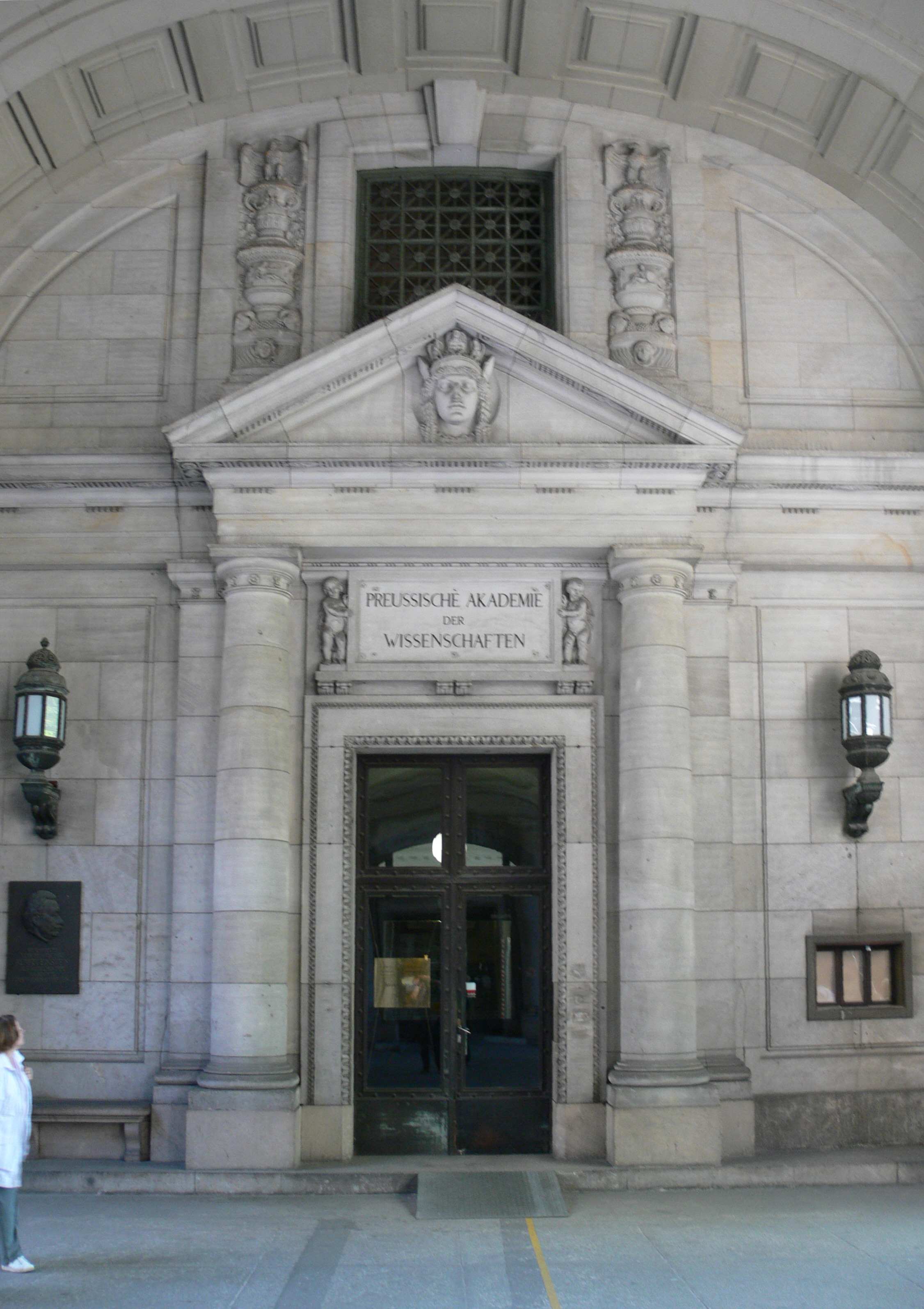
Antiga Acadèmia Prussiana de Ciències en Unter Den Linden, 8.

La iniciativa per a la creació d'una estació d'estudis sobre fisiologia i comportament natural en micos antropoides sorgiria principalment del neuroanatomista i fisiòleg alemany Max Rothmann (1868-1915), privatdozent a la Universitat de Berlín i professor de l'Escola de Medicina Animal. Rothmann havia realitzat amb anterioritat estudis sobre lesions experimentals en el cervell dels ximpanzés, mentre que Waldeyer ho faria sobre el cervell i sistema nerviós d'homínids com el goril·la. Ràpidament, la Fudanció Albert Samson crearia una Comissió per a l'inici i manteniment de la nova Estació d'Antropoides, en la qual participarien Waldeyer, Rothmann i Stumpf, entre d'altres. Per Rothmann, el parentiu evolutiu entre simis antropoides i éssers humans, fonamentat en la troballa de fòssils homínids, anàlisis comparatives de sang i similitud estructural dels cervells, suposava motiu suficient per iniciar recerques sobre l'evolució de les funcions cerebrals humanes i els primers començaments de les psiquis humana. En aquella època, els estudis sobre les característiques psíquiques dels antropoides eren molt deficients, basant-se en informes de militars o aventurers, o bé d'animals confinats en jardins zoològics, i només ocasionalment en treballs metòdics. Durant la seva participació en el 84º Congrés de Naturalistes i Mèdics alemanys en Müster (Múnic), Rothmann proposaria ...la construcció d'una Estació per a recerques psicològiques i fisiològiques cerebrals d'antropoides en alguna zona de clima semblant al país dels micos. Un lloc... al que pugui arribar-se des d'Europa en poc temps, però sense allunyar massa als antropoides de la zona subtropical portant-los massa al Nord. Finalment, la proposta de Rothmann obtindria una àmplia acceptació en l'àmbit científic alemany.
Posteriorment, el projecte per a l'Estació d'Antropoides aconseguiria el suport de la Fundació Emil Selenka, entitat designada en honor del zoòleg i anatomista alemany Emil Selenka (1842-1902). La vídua d'Emil, Margaret Loenore Selenka (1860-1022), benefactora i administradora de la Fundació, intervindria per la seva banda en l'inici i manteniment del projecte gràcies als seus bons contactes internacionals, finançant els viatges i experiments de Rothmann. La Fundació Plaut recolzaria així mateix aquest projecte.

### Establiment de l'estació

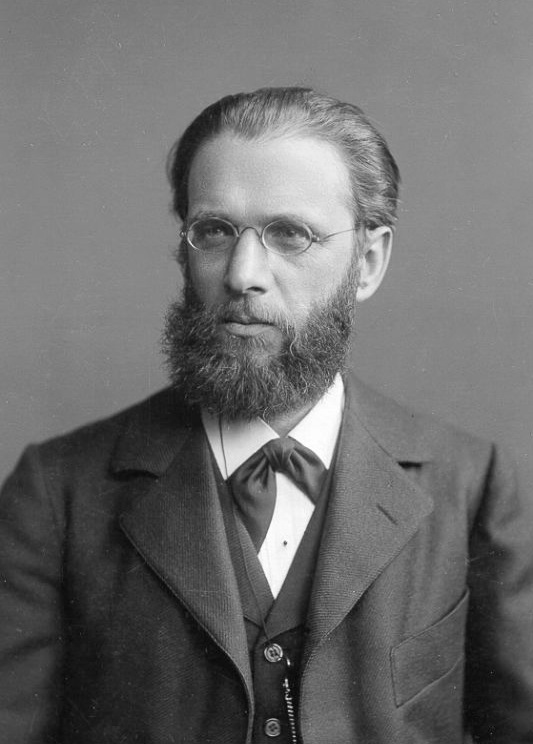
Carl Stumpf.

Com a ubicació per a l'estació experimental de primats, Tenerife oferia importants avantatges respecte a altres destinacions, tals com el clima, la proximitat a Europa o la facilitat per a la provisió d'animals; S'espera que els goril·les i ximpanzés arribin a través de la ruta de Camerun (colònia alemanya), i els orangutans a través de la ruta de Tànger. En la primavera de 1912, Rothmann visitaria l'illa per determinar l'emplaçament exacte de l'Estació d'Antropoides; la vall de La Orotava seria pel fisiòleg alemany la regió més indicada en vistes a les seves condicions climàtiques. Al juliol d'aquest mateix any, un jove ximpanzé mascle (Kónsul) és traslladat des del sud de Nigèria i instal·lat a l'Hotel Taoro. Al setembre els acompanyarien set ximpanzés més (sis dels set són: les femelles Tschego, Gran, Tercera, Rana i Chica; i el mascle Sultà) capturats en Ebolova i Jaundé – Camerun- pel govern colonial germà. La pionera Estació d'Antropoides de Tenerife estaria projectada originalment en uns terrenys propers a l'Hotel Taoro, per a això l'arquitecte berlinès Erich Levy hauria realitzat un disseny de fusta; aquest projecte no obstant això no convenceria a Christian H. Trenkel, director de l'Hotel Martiánez, qui suggereix la realització d'un contracte de lloguer en alguna casa als afores del Puerto de la Cruz.
Per a l'adreça de l'Estació a Tenerife, Max Rothmann proposaria al jove d'origen canadenc Eugen Teuber (1889-1957), sent designat com a tal per Wilhelm Waldeyer. Teuber és especialista en llenguatge i deixeble de Wilhelm Wundt (1832-1920), i encara que no té experiència anterior amb animals, parla francès i espanyol fluídament. Al principi, el psicòleg i biòleg comparatiu alemany Oskar Pfungst (1874-1933), famós per la seva participació en el cas del cavall intel·ligent Clever Hans, hauria estat plantejat com a primer director de l'Estació, recaient finalment aquesta funció en el jove Teuber. Per la seva banda, Stumpf proposaria com a director al Doctor en Filosofia i privatdozen de la Universitat de Frankfurt del Main, Wolfgang Köhler (1887-1967). Aquesta proposta seria finalment adoptada després de la marxa de Teuber a la fi de 1913.

### Lloguer de la Casa Amarilla

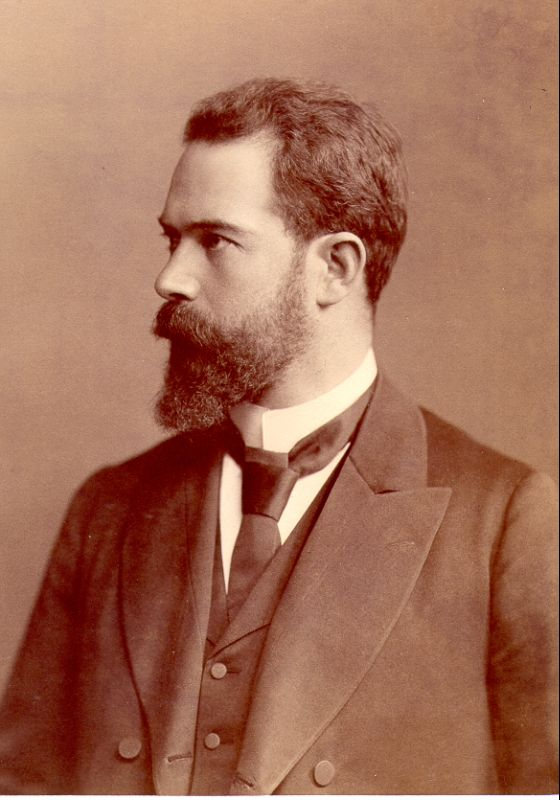
Max Rothmann, 1890.

El 5 de gener de 1913, un dels ximpanzés que havia arribat malalt des d'Àfrica mor a Tenerife. Sota la direcció de Waldeyer, i amb l'ajuda del botànic i zoòleg alemany Richard Hertwig (1850-1937), el Dr. Jorge V. Pérez Ventoso prepara al ximpanzé en alcohol-formol. El cos és enviat a l'Institut Anatòmic de Berlín, on és examinat al febrer del mateix any. L'anatomista alemany Hans Virchow (1852-1940) realitza un estudi sobre la seva musculatura facial. Jorge V. Pérez Ventoso, per la seva banda, realitza una inspecció mèdica sobre els animals. El 19 de febrer, Eugen Teuber lloga al llavors alcalde del Puerto de la Cruz Melchor Luz i Llima un habitatge a la zona de la Costa, amb 4 habitacions, cuina i jardí, i amb un terreny de 2000 metres quadrats. La casa es troba a l'Est, a mitja hora de camí del centre de la ciutat; pertany al barri de la Pau i se situa a la meitat d'una plantació de plàtans. El contracte és per set anys, pagant 1140 marcs a l'any amb dret a l'aigua i a usar el telèfon Es tracta de la Casa Amarilla, on Eugen Teuber residirà amb la seva esposa Rosa Teuber i establirà l'Estació. Al març, el jardiner orotavens Manuel González i García (1887-1976), posteriorment conegut com a Manuel "el dels Machangos", és contractat com a guardià i cuidador dels ximpanzés. Manuel González i García s'encarregarà de l'alimentació, neteja i cura dels animals, i encara que no sap llegir i ni escriure, és una persona responsable i amb habilitat artesanal.
La descripció de l'Estació és la següent: Una petita casa i jardí és suficient per al director de l'Estació i la seva família; immediatament prop d'aquesta, un camp de joc, enmig d'un terreny cobert amb una xarxa de filferro, és estesa en totes les adreces des d'un pal de 5 metres d'alt. Així els animals tenen el sentiment complet de llibertat, encara que ells no poden escapar. En el mitjà del pati, un aparell gimnàstic, un arbre i dos plantons de plàtans que han estat immediatament devastats pels ximpanzés. A un costat, es troben uns cubiculums – amb finestres amb reixes i sense cristall, i amb el sòl llis cobert de ciment amb 4 dormitoris i cadascun és suficient per a diversos animals.

## Primer període: Eugen Teuber
La influència de Wilhelm Wundt sobre Eugen Teuber i el seu domini sobre la psicologia del llenguatge quedarien patents en els primers estudis de la Casa Amarilla; Els estudis que realitza Teuber són exhaustius, però asistemàtics, del repertori de conductes dels ximpanzés: vocalitzacions, gestos, joc social, joc amb objectes, exhibicions emocionals, coprofàgia, ús de pedres, etc. I dedica especial atenció a les conductes intel·ligents, com la imitació o la capacitat d'usar instruments, mostrada per alguns animals En la carpa instal·lada dins dels terrenys coneguts com a "horta dels machangos" es desenvoluparien la majoria d'activitats de l'Estació. Un petit laboratori, integrat per un cronòmetre, un tocadiscs, una càmera de fotografia, un cinematògraf i un fonògraf d'Edison és inclòs per fotografiar, filmar i registrar les diferents activitats. Amb ells Teuber gravaria els sons dels animals i fotografiaria les seves expressions i els seus gestos. Així mateix, a Teuber se li pregunta pel possible enregistrament de melodies folklòriques en les Illes Canàries i en altres parts, doncs l'ajudant de Stumpf, Erich von Hornbostel (1877-1935), es dedica a confeccionar el Staaliche Phonogramm-Archive -Arxiu Fonogramàtic de l'Estat-. Max Rothmann, per la seva banda, visitaria de nou Tenerife entre el 23 d'agost i el 2 de setembre de 1913. Durant el seu retorn a l'illa, Rothmann es mostraria satisfet amb el desenvolupament dels animals sota el control de Teuber i la seva dona, suggerint a Waldeyer l'ampliació de l'Estació, a més de la creació d'una empresa internacional similar a l'Estació de Biologia del mar a Nàpols, fundada per Anton Dohrn (1840-1909). Es plantejaria a més la incorporació d'altres grans simis com a goril·les o orangutans, així com primats no homínids.
La decisió d'Eugen Teuber al llarg de 1913 de tornar a Alemanya per acabar els seus estudis i complir el servei militar provocaria finalment la cerca d'un nou director per a l'Estació.

## Segon període: Wolfgang Köhler

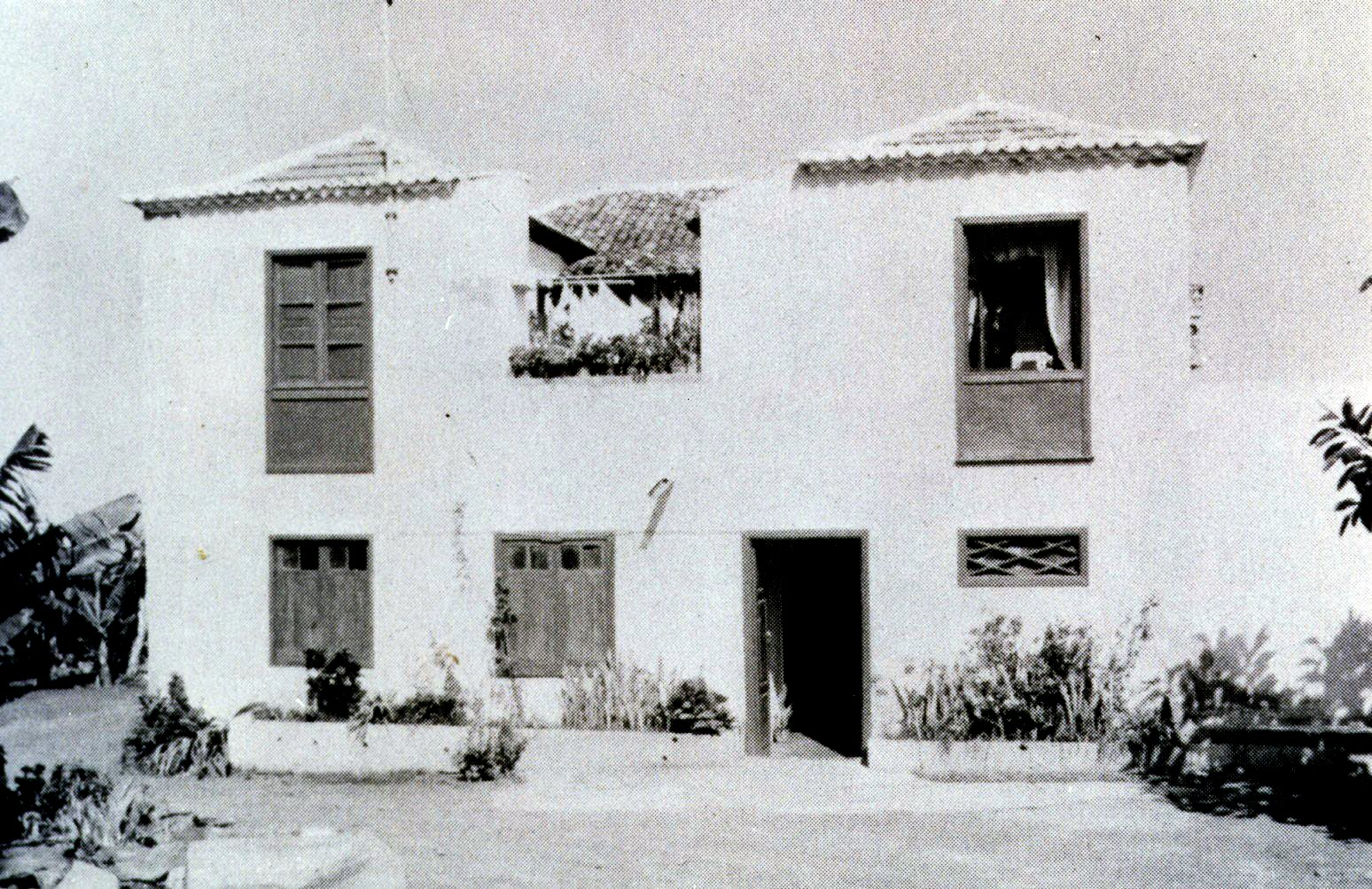
Casa Amarilla, Puerto de la Cruz.

Per a la substitució d'Eugen Teuber al capdavant de l'Estació d'Antropoides, Carl Stumpf proposaria al psicòleg alemany d'origen estonià, Wolfgang Köhler. Després d'estudiar psicologia a les universitats de Tubinga, Bonn i Berlín, Wolfgang Köhler, que es doctoraria de la mà de Stumpf en 1909, iniciaria la seva carrera científica com a ajudant de laboratori en l'Institut de Psicologia de Frankfurt. En aquesta última ciutat desenvoluparia juntament amb Max Wertheimer (1880-1943) i Kurt Koffka (1886-1941) la sèrie d'experiments que donarien lloc a l'Escola de la Forma o Escola de la Gestalt, una important branca de la psicologia centrada en la percepció. El seu contacte amb físics com Walther Nernst (1864-1941) i Max Planck a Berlín, juntament amb la seva experiència pionera en la conformació de la Gestalt a Frankfurt, acabarien revelant una important influència en les seves idees posteriors. En els acords per a l'assumpció de l'adreça del projecte, Köhler ...rep la promesa de retornar a la seva posició de privatdozent a Frankfurt del Main. El 23 de desembre de 1913, Wolfgang Köhler, la seva dona Tekla Achenbach (n. 1888) i els seus dos fills arriben a Tenerife.

Llei de continuïtat.

El programa de Koehler s'orienta a les facultats de percepció, els resultats d'intel·ligència, expressions d'emoció, sentit del temps, l'ús d'eines i no a problemes específics del llenguatge. A mitjans de gener de 1914, Köhler sol·licita una ampliació del seu contracte en l'Estació per fer exàmens comparatius; Waldeyer recolzarà posteriorment aquesta petició i proposarà una ampliació de contracte fins a 1915. Köhler realitza la majoria dels seus experiments amb ximpanzés, excepte uns pocs casos en els quals, amb finalitats comparatives, realitzarà les seves proves amb humans, gallines i un gos, sense que, en cap cas s'hagi produït un ensinistrament deliberat dels animals salvo per requeriments del mateix experiment. Els exercicis més famosos realitzats a la Casa Amarilla consistirien en proves d'intel·ligència plantejades als simis per a l'obtenció de determinats aliments; apilació de caixes disperses, utilització de perxes, desbloquejo de portes, acobli de canyes, etc. Així mateix, aquestes proves d'intel·ligència serien registrades en format fílmic«Wolfgang Köhler: Intelligenzprüfungen an Menschenaffen». Arxivat de l'original el 2011-08-30. [Consulta: 23 octubre 2014].. Durant la seva estada a la Casa Amarilla, Wolfgang Köhler conclouria que hi ha casos en els quals fins a la més escèptica de les persones ha d'admetre que el ximpanzé és capaç d'adquirir noves conductes, no només dels seus congèneres, sinó també de l'home. Certes observacions fetes sobre els ximpanzés de la Casa Amarilla revelarien així mateix la capacitat de cooperació, confabulació i fins i tot crueltat en aquests animals.
El projecte original de Rothmann preveuria per a l'Estació d'Antropoides l'ampliació dels estudis psicològics mitjançant la realització d'experiments neurofisiològics, amb especial atenció als fenòmens relacionats amb els trastorns afàsics i apràxics dels humans, i el problema de la localització de les sensacions. A més, es pretendria augmentar el nombre d'espècies sotmeses a estudis amb l'adquisició d'altres micos antropoides com a goril·les, gibons i orangutans, així com altres subespècies de ximpanzés i de micos no antropoides, amb la finalitat de fer estudis comparats de les seves capacitats i hàbits. Per compensar la diferència de l'espai vital natural dels animals es plantejaria la realització d'observacions en les reserves per part del govern colonial. Aquesta fórmula seria ja utilitzada per Rothmann, Stumpf i altres antropòlegs i etnòlegs paral·lelament a l'Estació.

### Primera Guerra Mundial

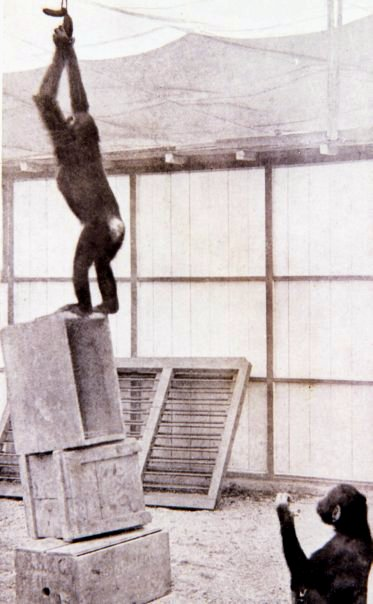
Estació.

El 28 de juny de 1914 es produeix l'atemptat de Sarajevo en el qual perd la vida l'arxiduc Francisco Fernando d'Àustria, hereu al tron de l'Imperi Austro-Hongarès. Immediatament es deslliga la crisi diplomàtica de juliol entre Sèrbia i Àustria-Hongria, derivant finalment en la invasió de Sèrbia el 28 de juliol. Alemanya envaeix al seu torn Bèlgica, Luxemburg i França, sent atacada per Rússia. El país s'involucra de ple en la Gran Guerra mitjançant la seva participació en la Triple Aliança de 1882. De la mateixa manera, Gran Bretanya s'involucra mitjançant la Triple Entesa.
A Canàries, part del tràfic portuari es col·lapsa, veient-se els residents alemanys obligats a romandre a les illes. Köhler descriuria la situació en una carta dirigida a Waldeyer el dia 10 d'agost: En cas de guerra estic obligat a tornar al Reich com un soldat de reserva. De totes maneres, no tinc oportunitat de sortir de l'illa perquè els vapors germans estan parats en el port neutral i cap vaixell espanyol ni italià estan disposats a acceptar-nos a causa del foc dels britànics o als homes de guerra francesos. Per tant, cap dels 60 homes obligats a donar informació per al servei militar han estat capaços d'anar-se, i des d'un espai tan extens de mar l'arribada de la guerra no podia esperar-se, hauré de quedar-me aquí. La reclusió forçosa de Köhler i la seva família a Tenerife contravé el pla de l'Acadèmia d'alternar diferents directors en períodes regulars. Köhler es convertirà des de llavors en director permanent i últim de l'Estació d'Antropoides.

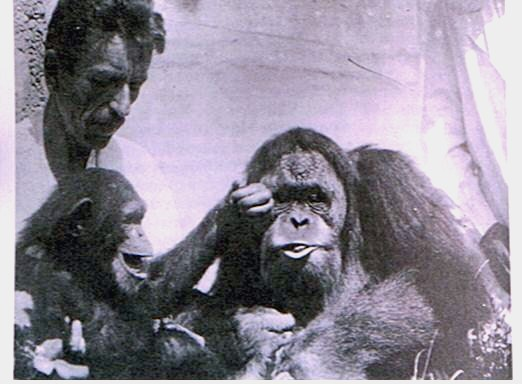
Manuel González i García.

L'1 d'agost de 1914, una expedició científica finançada per l'Institut de Física de l'Acadèmia de Dresden i la Universitat de Leipzig aconsegueix Tenerife. El seu objectiu és el de realitzar mesuraments metereològics, mesures elèctriques aèries i anàlisi espectral i fotomètric en el bec del Teide. El Director d'aquesta campanya, el professor de física Harry Dember (1882-1943), participaria al costat de Köhler en alguns dels experiments de l'Estació d'Antropoides. No obstant això, les activitats de Dember i els seus companys i el seu assentament en les Cañadas del Teide quedarien finalment prohibits pel govern espanyol, sense perspectiva de represa, com a mesura de prevenció davant possibles accions militars o d'espionatge.
El 31 de juliol de 1915 neix a la Casa Amarilla el tercer fill de Wolfgang Köhler, Peter Köhler Achenbach.
Al juny de 1916, arriben a Tenerife dos orangutans de tots dos sexes com a donació del govern espanyol a l'estació des d'una colònia holandesa del sud de Sumatra. El petit orangutan mascle moriria l'11 de setembre del mateix any. Durant aquest temps apareixeria la monografia del psicòleg i etòleg nord-americà Robert Mearns Yerkes (1876-1957) A Mental Life of Monkeys and Apes: A Study of Ideational Behaviour, en el qual es descriuen els seus estudis amb l'orangutan Julius. Yerkes mantindria una important relació de col·laboració amb Rothmann, Teuber i Köhler durant algun temps, a més d'una continuada correspondència amb aquest últim. Un acord perquè Yerkes viatgés a Tenerife com a investigador va ser fins i tot plantejat, veient-se finalment interromput per la guerra. No obstant això, en la seva publicació de 1916, Yerkes qualificaria l'estació com a modesta i poc efectiva, en comparació al sistema que en aquells dies desenvolupava als Estats Units.

### La FincaEl Xiprer

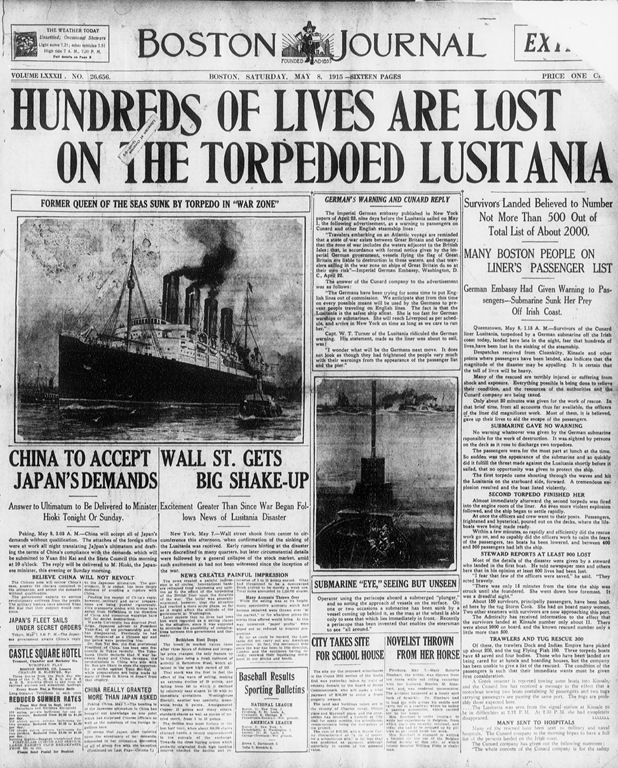
RMS Lusitania

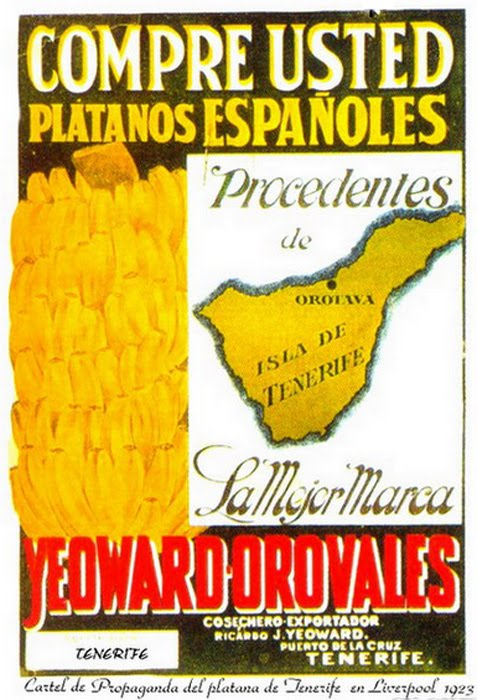
Comerç propagandístic de 1923

Al febrer de 1917, Alemanya comunica oficialment el llistat de zones sotmeses a bloqueig, incloent Canàries, amb el que s'inicia el veritable col·lapse del tràfic portuari i comercial de les illes. Les detencions i enfonsaments de bucs aliats i fins i tot espanyols en l'arxipèlag es converteixen entonis en fets molt habituals. El cònsol britànic a Tenerife, afavorit pel vicecònsul en el Puerto de la Cruz, presenta un protesta formal a les autoritats espanyoles on acusa a Köhler de subministrar aliments als submarins alemanys. Això provoca una actitud de desconfiada i recel sobre la família Köhler. Els rumors s'expandeixen, i la gent murmura que Köhler es troba aquí per assumptes d'espionatge i que l'activitat científica s'utilitza com a tapadora.
En el marc del conflicte bèl·lic internacional i les tensions internes de la regió, Melchor Luz i Lima, alcalde del Puerto de la Cruz i propietari de la Casa Amarilla, vendria la finca rústica coneguda com a "Terres de la Costa" i els seus immobles al britànic José Ricardo Yeoward, propietari de la companyia platanera Yeoward Brothers de Liverpool. La venda es formalitza el 16 d'agost de 1918. La venda de les Terres de la Costa comportaria la pèrdua de la part arrendada per l'Acadèmia Prussiana de Ciències a Melchor Luz i Lima. Köhler intentaria, sense èxit, posar-se d'acord amb el nou propietari per continuar en l'habitatge, recorrent posteriorment a la via judicial enfront del seu antic arrendador amb idèntic resultat.

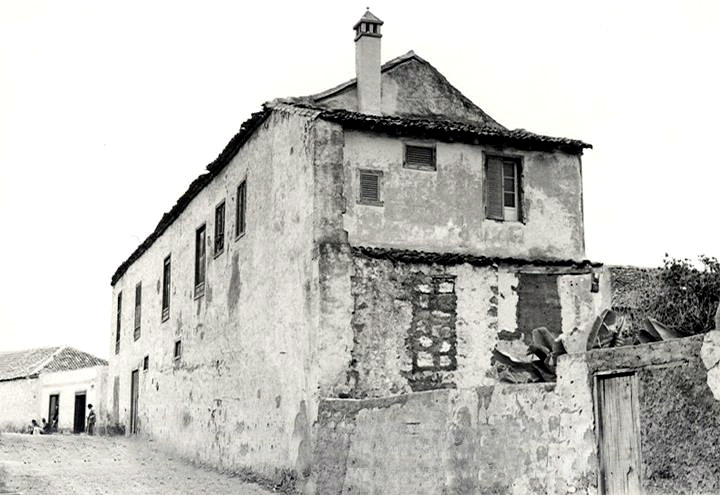
Hisenda del segle, Camí del Xiprer.

Davant els successos esdevinguts, Köhler determinarà canviar l'Estació d'Antropoides de lloc, a no més d'una milla de l'antic emplaçament. Aquest lloc seria la finca “El Xiprer” o “finca dels machangos” en La Orotava; la finca posseeix una casa amb jardins i va a donar a l'antic camí públic i complex d'hisendes històric del Préssec, el qual connecta La Orotava amb el Puerto de la Cruz. Köhler arrendaria la casa i el terreny per als antropoides fins a l'1 de desembre de 1920; no obstant això, fins a desembre de 1918 no es completa la construcció de la nova estació, retardant-se la recerca amb els animals. Després d'aquesta crisi, Köhler descriuria “El Xiprer” com a apropiada i espaiosa, amb una altitud de 190 metres sobre el nivell del mar. L'altitud afavoreix la salut i activitat dels animals. El mur que envolta el terreny els aparta de molèsties i sorolls. A més, la nova casa té llum pròpia, lloc per a hostes i possibilitat per ampliar l'Estació.
A la casa de la finca “El Xiprer” naixeria el 30 d'agost de 1918 el quart fill de Wolfgang Köhler, Martín Köhler Aschenbach.
El Camí del Xiprer ostenta avui la condició de Bé d'Interès Cultural (BIC) amb categoria de Lloc Històric pel Govern de Canàries, justificant-se la seva delimitació per l'extraordinari valor etnogràfic, històric i com a obra d'enginyeria viària tradicional. Així mateix, En aquest lloc, l'investigador alemany escriuria bona part la seva obra, prosseguint les recerques sobre els ximpanzés fins que abandona l'illa al maig de 1920. Amb anterioritat figurava com un establiment hoteler, que en 1905 pertanyia a Adolph Stiehle.

## Fi de l'estació
A la fi de 1919 s'agreujaria la situació econòmica de l'Estació, com a resultat de l'estat de l'economia alemanya. Després d'una carta de Köhler a Waldeyer del 3 de novembre de 1919, aquest últim li enviaria 30 000 marcs del capital de la Fundació, diners que només dona per pagar l'arrendament. El 6 de novembre de 1919, Köhler proposa al Consell d'administració la petició del neuroanatomista, antropòleg i director de l'Institut Central per a exàmens cerebrals en Amsterdam, el professor Dr. Ariens Kappers (1877-1946). El 18 de desembre de 1919, el Consell d'administració li comunica a Köhler la intenció de tancar l'Estació al més aviat possible. A partir d'aquest mateix dia, s'establiria una correspondència continuada amb Kappers, a més de contactes amb el professor de fisiologia de la Universitat Lliure d'Amsterdam, Frederik Johannes Buytendijk (1887-1974). En multitud d'ocasions prèvies al tancament de l'Estació es barrejaria la continuïtat de la mateixa mitjançant la gestió dels Països Baixos. El 8 de juliol de 1920, el Consell d'administració de l'Acadèmia Prussiana de Ciències clausura formalment l'Estació d'Antropoides de Tenerife.

### Trasllat dels ximpanzés a Berlin

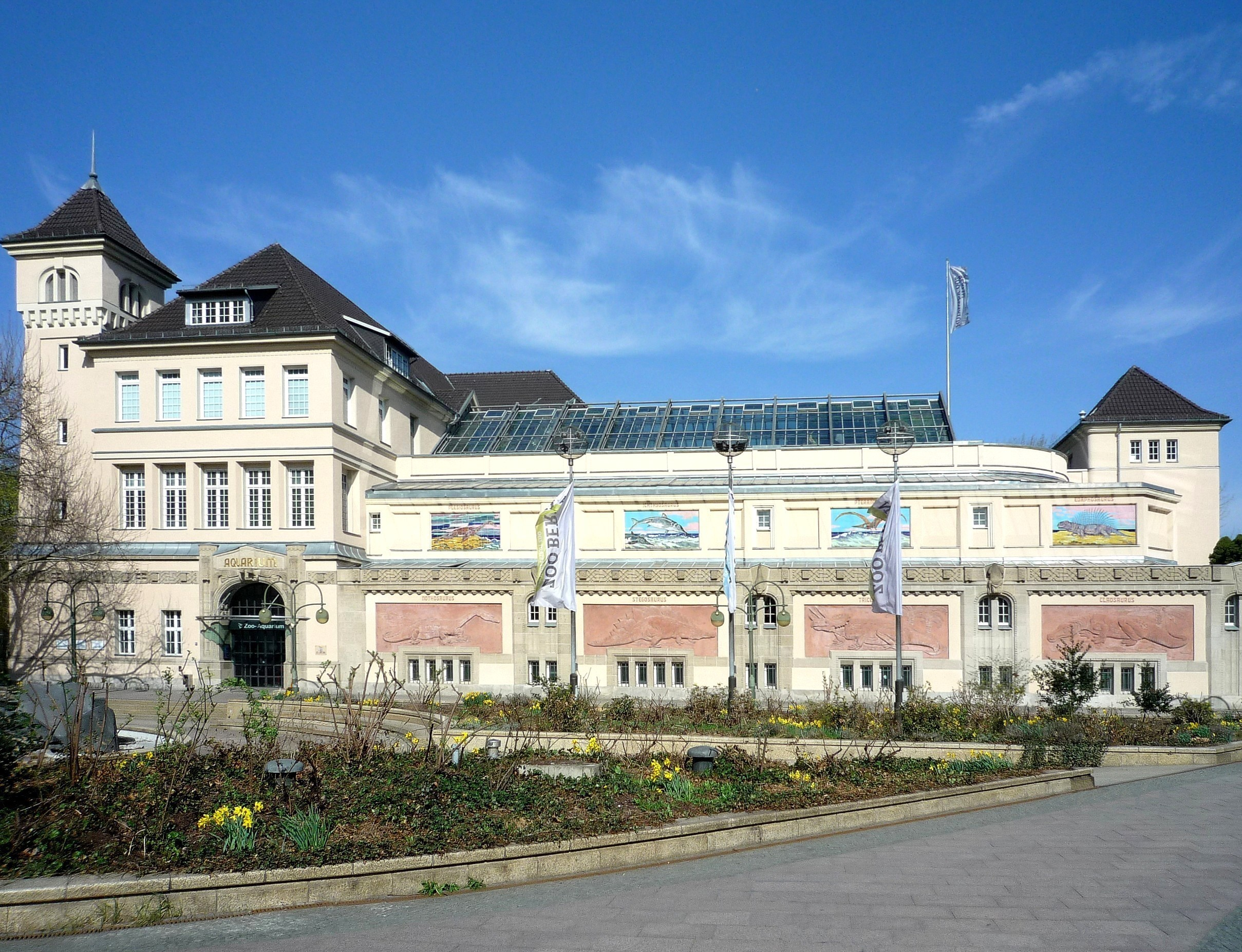
Zoo Berlí Aquarium.

El 8 d'abril de 1920 se li comunica telegràficament a Köhler que ha de tornar a principis de maig a Berlín per a consultes. El 8 de juliol participa en una reunió del Consell administratiu de l'Acadèmia, en la qual es decideix tancar l'Estació de Tenerife i portar als sis animals a Alemanya. Es resol disposar el seu trasllat d'acord amb els límits de despeses de transport i el manteniment del dret a recerca. Köhler s'encarrega de negociar amb els directors dels centres zoològics Vossler, del centre d'Hamburg, i Heck, de Berlín, així com d'examinar les possibilitats d'allotjament dels animals. Simultàniament, Köhler és contractat per al curs 20-21 com a professor de psicologia experimental i filosofia per la Universitat de Göttingen.

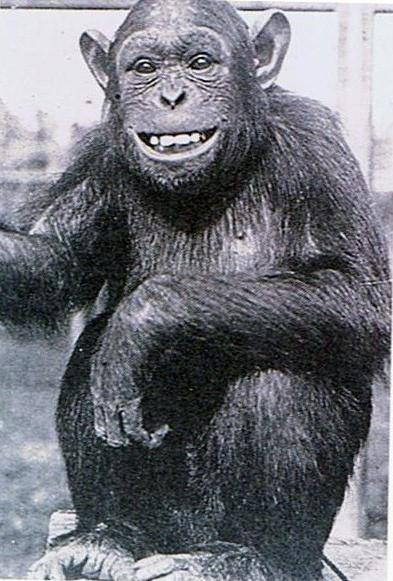
La ximpanzé Rana.

W. Köhler havia deixat el control de l'Estació al nebot de l'hoteler C. H. Trenkel, Otto Trenkel, i la cura dels ximpanzés al guardià, Manuel Gónzalez. Otto Trenkel liquida l'Estació i acompanya als animals a Berlín; Köhler reprendrà la seva custòdia en Rotterdam. Els ximpanzés Tschego, Gran, Sultà, Tercera, Granota i Chica ingressen finalment en el zoològic de Berlín el 17 d'octubre de 1920. L'orangutan Catalina moriria prèviament al viatge. Els ximpanzés seran provisionalment allotjats en l'Aquari de Berlín fins a la finalització de les obres per al recinte. Els llibres de l'Estació adquirits per Teuber i Köhler són prestats a l'Institut de Psicologia, mentre que Köhler preserva la resta de l'inventari.
A la fi de gener de 1921, Tschego mor després de donar a llum un bebè mort. El 16 de febrer, Ludwig Heck presenta els animals al consell de l'acadèmia, acompanyat per la Societat berlinesa d'Antropologia, Etnologia i Protohistòria. Köhler presenta els seus informes sobre recerques amb antropoides. El dirigent de la Societat de Berlín és el professor Hans Virchow, membre del Consell d'administració i de l'Institut de la Universitat de Berlín.
L'1 d'abril, el guardià August Liebetrev testifica en el zoo de Berlín el primer cas de naixement d'un ximpanzé registrat a Europa. La mare és Rana, "la Travessa". Johannes Allesch (1882-1967) descriu el desenvolupament de la cria en el seu "Informe sobre els tres primers mesos de vida d'un ximpanzé". Köhler realitzarà més experiments amb els ximpanzés els dies 8 i 9 de juliol amb l'ajuda del guardià Liebetrev. També, Eugen Teuber visita i observa al costat del seu fill Hans-Lukas amb freqüència als animals. No obstant això, malgrat la cura intensiva d'Allesch i el biòleg Carl Erich Correns (1864-1933), els ximpanzés femelles emmalalteixen i moren ràpidament. Rana mor a la tardor, Tercera, - embarassada en el setè mes -, mor al desembre de 1921.
A principis de 1923, només romanen amb vida el mascle Sultà i la cria nascuda a Berlín. L'últim dels ximpanzés de l'Estació, Sultà, moriria aquest mateix any. En una conferència pronunciada per a la Societat Antropològica de Berlín, Köhler farà al mateix temps la necrologia de Waldeyer, recentment mort, i del més vell dels ximpanzés.

### The Mentality of Apes

#### Els informes de l'estació
En 1915, es publica en les memòries de l'Acadèmia Prussiana de Ciències dos informes relacionats amb l'estudi dels ximpanzés, agrupats sota el nom genèric de Aus dem Anthropoidenstation auf Teneriffa. L'autoria del primer informe Ziele und Aufgabe der Station sowie erste Beobachtungen an der auf ihr gehaltenen Schimpansen, correspondrà a Teuber i Rothmann, qui mor el mateix any. El segon informe, Optische untersuchugen am Schimpansen und am Haushuhn, de Köhler, se centraran en la constància de la grandària o la percepció binocular de la profunditat en els ximpanzés.
El tercer informe, Intelligenzprüfungen an Anthropoiden (Proves d'Intel·ligència aplicades a Antropoides), confeccionat per Köhler, és presentat i llegit per Stumpf en sessió de l'Academia el 30 de novembre de 1916. Una nova edició dels treballs de Köhler (De l'Estació d'Antropoides de Tenerife) serà publicada en les memòries de l'Acadèmia al maig de 1917.
En el quart informe, Nachweis einfacher Strukturfunktionen beim Schimpansen und beim Haushuhn", editat en 1918, Köhler analitza el desenvolupament de funcions estructurals senzilles respecte al comportament perceptiu en animals.

#### Informes i reedicions en Berlin
El cinquè informe, Zur Psychologie des Schimpansen, de Köhler, és presentat per Carl Stumpf el 9 de juny de 1921. El seu contingut és idèntic al presentat pel mateix Köhler davant la Societat d'Antropologia, Etnologia i Protohistòria de Berlín.
El mateix any és publicada una segona edició del tercer informe de l'Estació amb el títol Intelligenzprüfungen an Menschenaffen,. amb algunes modificacions menors i l'addició d'algunes notes.

#### Publicació
En els anys 1924 i 1925, es publiquen conjuntament els informes tercer i cinquè de l'Estació d'Antropoides sota el títol The Mentality of Apes, en edicions per a Anglaterra i els Estats Units. El cinquè informe, Sobre la Psicologia del Ximpanzé, és la versió més àmpliament citada i difosa.

#### Altres redaccions de Tenerife
Escrita durant l'exercici com a director de l'Estació, Köhler publica en 1920 l'obra Die physischen Gestalten in Ruhe und im Stationären Zustand, dedicada a Stumpf. En ella s'exposen les seves idees sobre el paral·lelisme entre les Gestalten físiques i les psicològiques, i la necessitat de buscar models dels processos psicològics en els aspectes més importants de la física, tals com la teoria dels camps.
Aquesta obra, juntament amb la seva Intelligenzprüfungen an Anthropoiden, de 1917, facilitarien l'accés de Köhler a la càtedra de la Universitat de Berlín.

### Wolfgang Köhler tras l'estació d'Antropoides
En 1921, W. Köhler va obtenir la càtedra de Filosofia de la Universitat de Berlín, succeint al mateix Carl Stumpf, i assumint conseqüentment l'adreça de l'Institut de Psicologia de la Universitat de Berlín, fins al seu abandó en 1935. El mateix any, funda en col·laboració amb Wertheimer, Koffka, Kurt Goldstein (1878-1965) i Hans Gruhle (1880-1958) la influent revista sobre psicologia perceptual, Psychologische Forschung.
Entre els anys 1925 i 1926, exerceix simultàniament com a professor visitant en la Universitat de Clark, en Massachusetts.

#### Conferències en Barcelona i Madrid

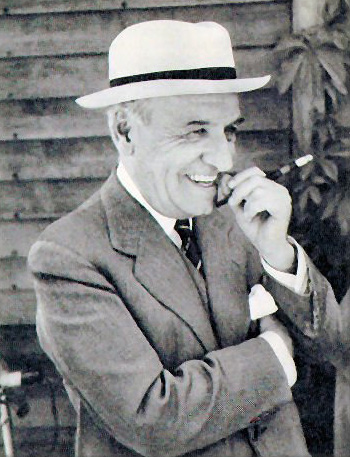
Ortega y Gasset.

En 1927, Köhler va ser convidat de la mà d'Emili Mira i López (1896-1964) a visitar el centre de psicologia aplicada de Barcelona, ocasió que serviria de marc per a la realització d'una sèrie de conferències patrocinades per l'Institut d'Orientació Professional sobre les seves experiències com a director de l'Estació. A Madrid, les conferències, promogudes per la Societat de Cursos i Conferències, es realitzarien en la Residència d'Estudiants, probablement gràcies a la mediació del filòsof i assagista, José Ortega y Gasset (1883-1955).
| « | Poques vegades una pura recerca psicològica ha provocat una impressió tan profunda i fulminant com l'examen de la intel·ligència dels ximpanzés de Wolfgang Köhler, que va començar a publicar-se en 1917. Avui exerceix Köhler el mandarinat de psicologia que més alt rang posseeix al món: l'adreça del laboratori berlinès, investida fins a fa pocs anys per Stumpf. | » |

### L'estació d'antropoides de Tenerife en la literatura
Els experiments i resultats obtinguts per l'estació d'antropoides han derivat en multitud de referències dins de la literatura científica en branques de diversa índole. Aquest material ha donat també motiu per a diversos treballs en la literatura convencional:
- L'escriptora Agatha Christie (1890-1976) s'inspiraria en la persona de Manuel González i García, encarregat del manteniment de l'estació en el Puerto de la Cruz a l'hora d'elaborar el personatge del Jardiner Manuel, en el passatge L'home del mar, de la seva novel·la L'enigmàtic senyor Quin. Com el personatge de ficció, Manuel González solia obsequiar a l'escriptora amb un ram de flors en els seus passejos previs al desdejuni a l'hotel.[33]

- Ortega y Gasset fa referència en el seu Pròleg per a francesos, destinat a complementar la seva anterior obra La rebel·lió de les masses, a les observacions fetes per Wolfgang Köhler a Tenerife. La labor científica de psicòlegs com Kurk Koffka o el mateix Köhler, així com els principals postulats l'escola gestàltica en general, exercirien una notable influència en l'obra del filòsof. Ortega y Gasset redactaria complementàriament el breu assaig, La intel·ligència dels ximpanzés,[34] inspirat elementalment en els experiments realitzats per W. Köhler a la Casa Amarilla.

- L'Estació d'Antropoides de Tenerife, i especialment, la figura del ximpanzé Sultà, suposen així mateix un important motiu temàtic en l'assaig de l'escriptor sud-africà J. M. Coetzee, The Lives of Animals. En aquest assaig, integrat posteriorment en el recopilatori d'assajos de ficció, Elizabeth Costello, Coetzee realitza, a través del personatge fictici de Costello, un exercici de metaliteratura, en proposar en paraules de Costello el supòsit que l'escriptor Franz Kafka (1883-1924) es basés en els informes de Köhler a l'hora de redactar el seu propi Informe per a una Acadèmia.[35]

- En la seva novel·la policíaca de 1997, A Whisper of Espionage: Wolfgang Kohler and the Apes of Tenerife, l'escriptor Ronald Ley exposa, a través d'una narrativa rica en història, política i intriga bèl·lica, les seves experiències personals al llarg de tres anys de recerca, destinats a descobrir la veritat sobre les suposades activitats com a espia de W. Köhler al servei de l'exèrcit alemany.[36]

- L'escriptor Carl Sagan (1934-1996) fa una breu referència a l'Estació d'Antropoides de Tenerife en la seva obra de 1977 Els Dracs de l'Eden: especulacions sobre l'evolució de la intel·ligència humana.[37] En la seva dedicatòria, destaca l'al·lusió al professor de psicologia, cap del Departament de Psicologia del MIT i amic personal de l'autor, Hans-Lukas Teuber, fill d'Eugen Teuber, primer director de l'Estació, qui assessoraria a Sagan en l'elaboració de la seva obra.

Així mateix, el conjunt de recerques i obres primerenques de Wolfgang Köhler exerciria una important influència en escriptors com Robert Musil, o Ludwig Wittgenstein, entre d'altres.

## Actualitat

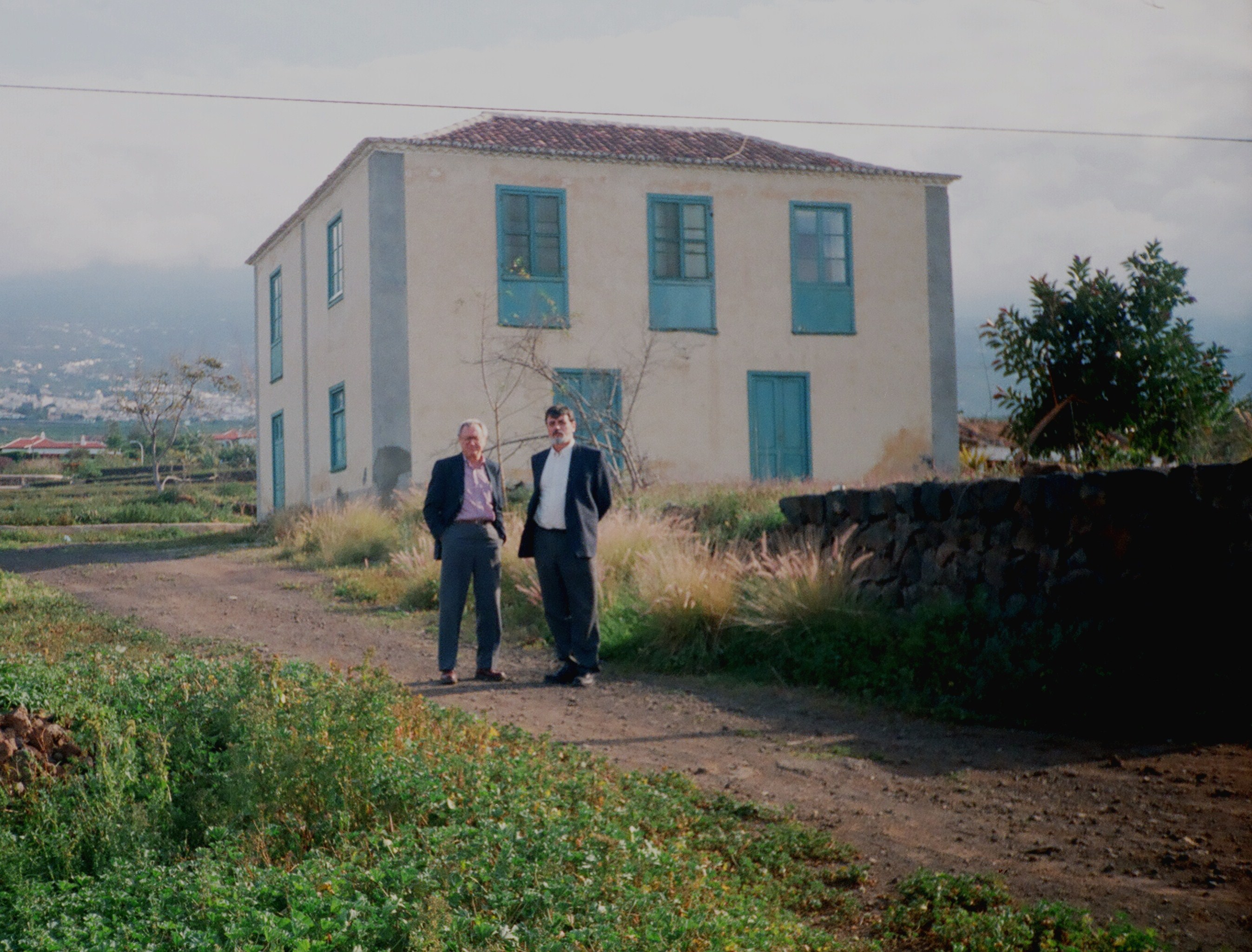
La Casa Amarilla, 1993.

L'anomenada “Casa Amarilla” es va aixecar a principis del segle xx per ordre del que fos Alcalde de Puerto de la Cruz, Melchor Luz i Lima i el seu nom es deu al color que se li va donar a les seves parets. Avui la casa conserva el seu renomenat passat científic, el color una mica desgastat dels seus murs i la resta de l'edificació no presenta un bon estat.
Al maig de 1994 es produeix l'enderrocament de la coberta i primer forjat, realitzant-se treballs de demolició a l'interior de l'immoble, el qual s'ha convertit en una mescla de tota classe d'estris abandonats. Manté en bon estat les parets mestres i les finestres; de la façana nord queden en el seu lloc original els tres finestrals superiors; de la sud també els dos superiors i els tres buits inferiors, elaborats tots en excel·lent fusta de tea.

### Associació Wolfgang Köhler

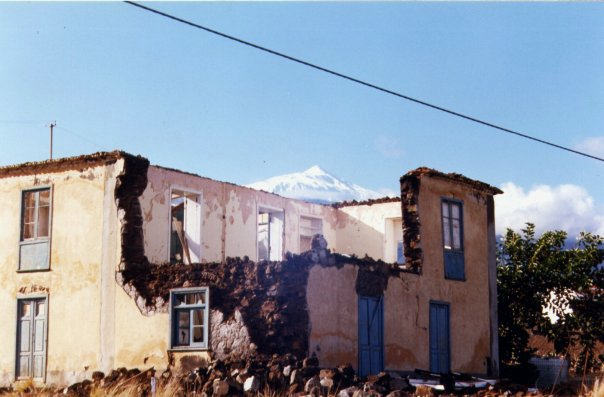
Casa Amarilla i el Teide.

Constituïda formalment en 1995, l'Associació Wolfgang Köhler de Tenerife naixeria originalment amb l'objectiu de protegir, conservar i restaurar la Casa Amarilla i l'emplaçament de l'antiga estació, així com per divulgar diversos aspectes de la Història o de les Ciències Socials. Fins avui, l'Associació Wolfgang Köhler ha realitzat una labor permanent de comunicació amb les institucions locals, insulars i amb els distints estaments oficials tant a nivell nacional com a internacional.
Prèviament, en 1992, els integrants de la futura associació presentarien una petició de protecció i conservació de l'immoble a la Conselleria de Cultura del Govern de Canàries i al Ajuntament del Puerto de la Cruz Arxivat 2014-10-23 a Wayback Machine.. El 24 de novembre de 1992, la Comissió Permanent de Patrimoni Històric insta al Cabildo de Tenerife perquè iniciï els tràmits d'incoació d'expedient de declaració de la Casa Amarilla com Bé d'Interès Cultural (BIC).
Així mateix, el 17 d'octubre de 1997, l'Associació Wolfgang Köhler presenta davant l'ajuntament del Puerto de la Cruz una petició formal de cobriment o protecció amb algun mitjà material o tècnic sobre el que queda de la Casa Amarilla, ja que, segons el Cabildo, la casa no es restaurarà fins a 1994.
El 12 de febrer de 1999, és publicat en el Butlletí Oficial de Canàries el Decret 21/1999 pel qual es declara a la Casa Amarilla com Bé d'Interès Cultural amb categoria de Monument. El Decret és posteriorment recorregut i anul·lat el juny de 2002 per sentència del Tribunal de Justícia de Canàries, al no reunir els requisits suficients per a la categoria.
A l'abril de 2005, la Casa Amarilla és declarada novament Bé d'Interès Cultural amb categoria de Lloc Històric pel Decret 69/2005, condició que manté en l'actualitat.

### Recolzament institucional i xarxes socials

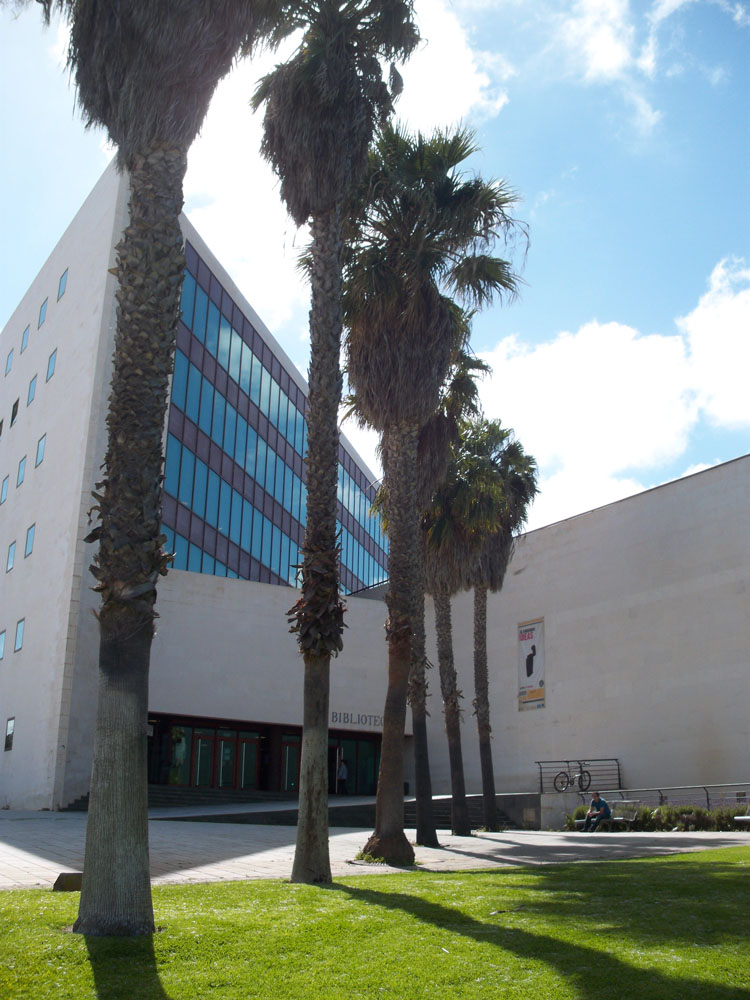
Campus de Guajara.

El 7 d'octubre de 1993 la revista Nature publica en la seva secció de correspondències la carta del psicòleg americà Robert Glaser, First anthropoid station at risk, advertint els riscos que suposen per a la casa la previsió d'un programa urbanístic a la zona.
En 1994, l'Associació Wolgang Köhler entra en contacte amb la primatòloga britànica Jane Goodall, qui prèviament hauria enviat una missiva expressant el seu punt de vista sobre la possibilitat que la Casa Amarilla pogués ser preservada com a museu. Dos anys més tard, l'etòloga gravaria una sol·licitud expressa de recuperació de l'edifici, fent arribar la cinta a l'Associació.
L'any 2004, l'equip decanal de la Facultat de Psicologia de la Universitat de la Laguna organitza la reunió de la Conferència Nacional de Degans d'Espanya, propiciant la signatura d'una declaració conjunta de petició per a la rehabilitació de la Casa Amarilla. La sol·licitud, juntament amb un dossier-proposta seria posteriorment lliurada a l'Alcalde de l'Ajuntament del Puerto de la Cruz en entrevista personal, aconseguint-se un acord amb l'edil.

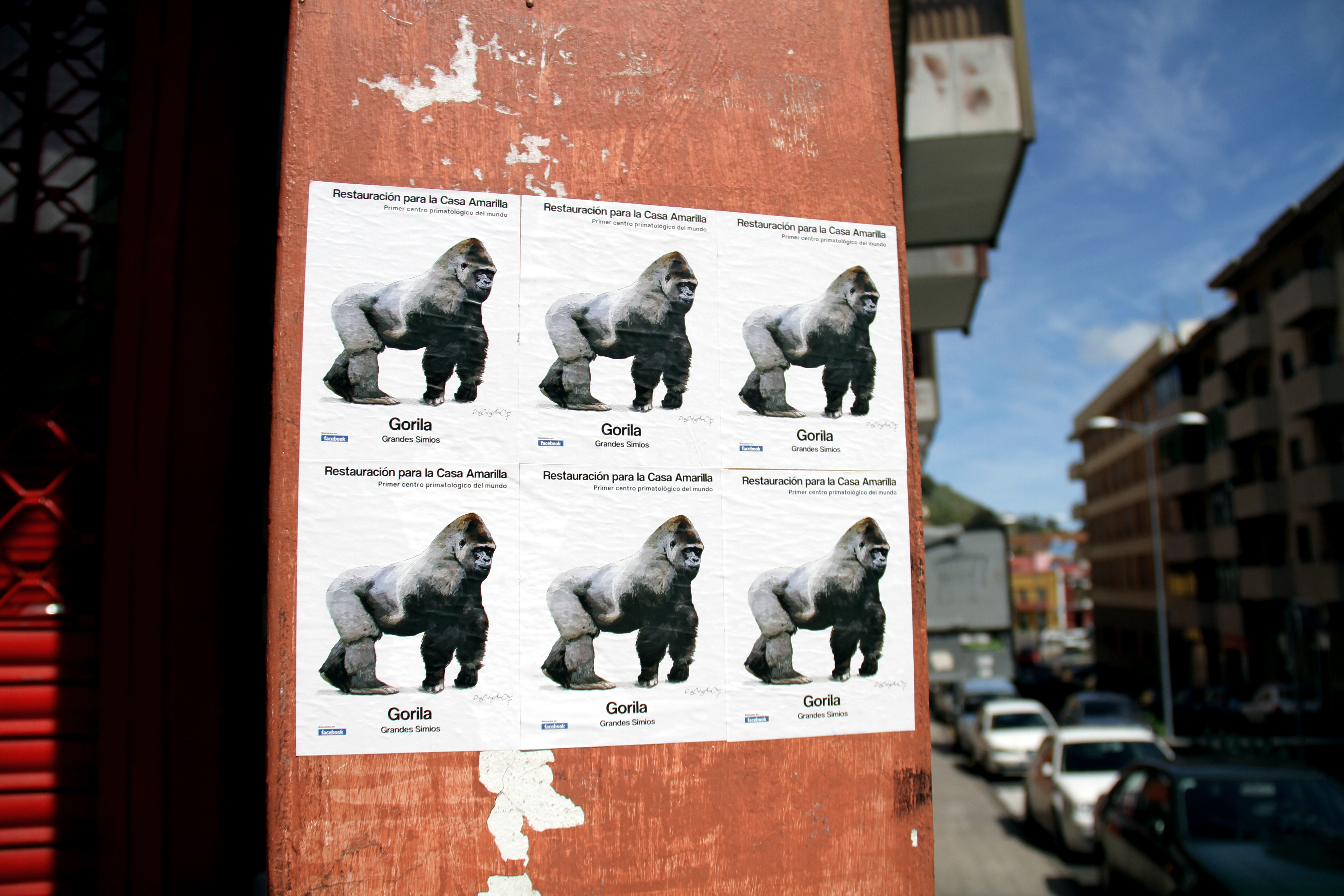
Publicitat.

Al maig de 2005, el Consell de Govern de la Universitat de la Laguna decideix recolzar una petició de la Facultat de Psicologia per instar a l'Ajuntament del Puerto de la Cruz al fet que busqui una solució urgent que propiciï la recuperació pública de la Casa Amarilla. La iniciativa ha estat així mateix recolzada i reivindicada durant les dues últimes dècades per la Fundació Canària Orotava d'Història de la Ciència.
Paral·lelament, en 2010, es constitueix una plataforma ciutadana a través de Facebook per la qual se sol·licita la recuperació i reconversió museística de la Casa Amarilla. Les activitats del grup es complementen amb entrevistes, jornades i exposicions. L'immoble és al mateix temps inclòs per primera vegada en unes jornades sobre patrimoni històric organitzades per una plataforma veïnal del municipi.
El 23 de febrer de 2011, el Tribunal Suprem avala la protecció de la Casa Amarilla mitjançant la figura jurídica de Bé d'Interès Cultural amb categoria de Lloc Històric, novament recorreguda.

## Conferència de Jane Goodall en Tenerife

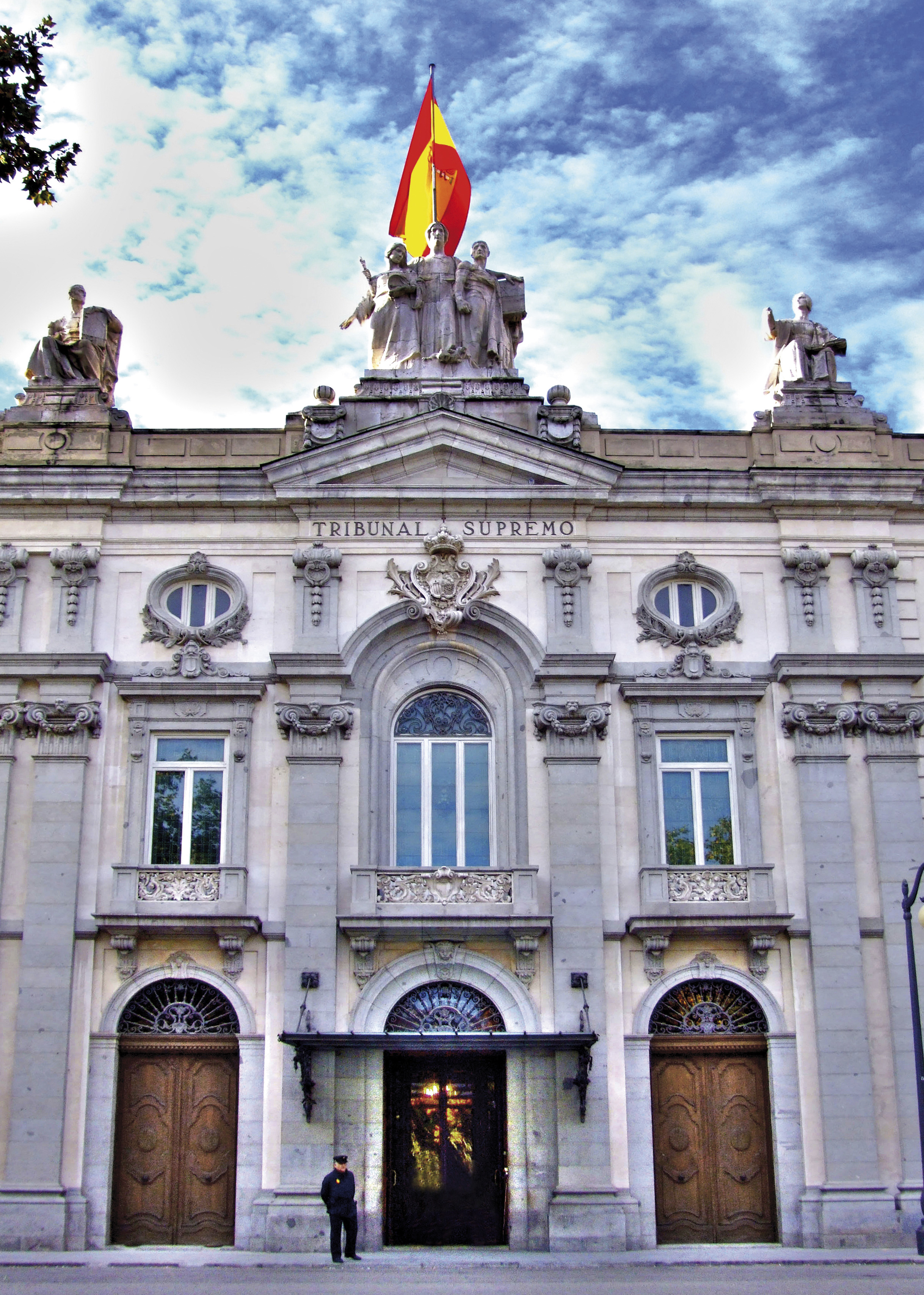
Tribunal Suprem.

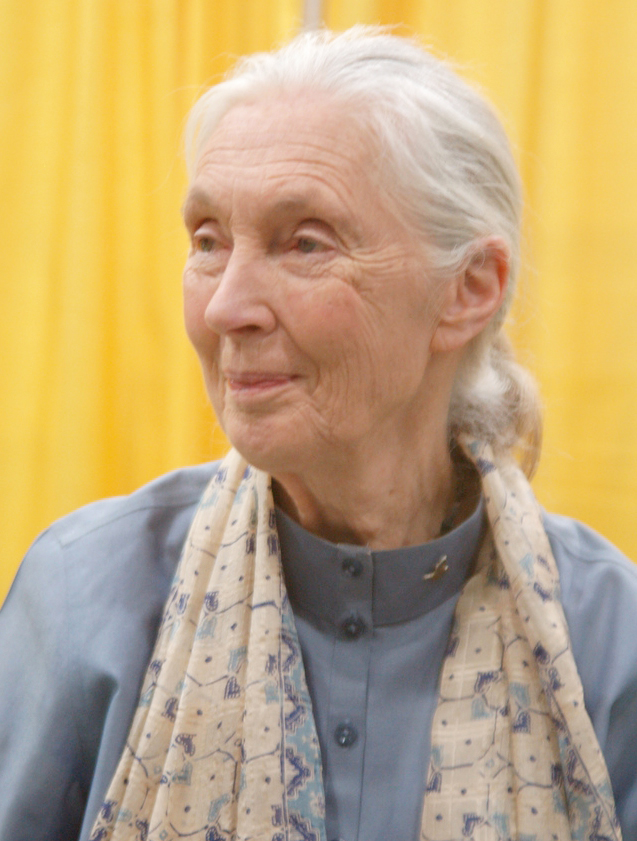
Jane Goodall, 2011.

Dos mesos després de la sentència desestimatòria del Tribunal Suprem en favor de l'immoble, se celebra a la seu de la Fundació Obra Social Caixa Canàries, en Santa Cruz de Tenerife, el fòrum sobre medi ambient Encén la Terra, patrocinat per la mateixa entitat, el programa de la qual inclou en la seva clausura la participació de la primatòloga Jane Goodall, així com la dels naturalistes Miguel Delibes de Castro, o Wolfredo Wildpret de la Torre, entre d'altres. El 26 d'abril de 2011, l'etòloga arribaria a Tenerife, on visitaria prèviament la Casa Amarilla abans de realitzar la seva conferència, aprofitant una trobada amb la premsa per sol·licitar novament la recuperació de l'edifici. En una entrevista prèvia a la seva conferència a la seu de la Fundació, Jane Goodall tornaria a exposar el seu desig de recuperació i conversió en museu de l'edifici, posant l'accent principalment en el potencial i valor històric del recinte i la influència de Köhler en iniciar els seus estudis de camp en l'actual Parc Nacional de Gombe Arxivat 2016-09-28 a Wayback Machine., en Tanzània.
| « | When I first began there was, still is, a book called the Mentality of Apes, written by a German who studied a colony of captive chimpanzees. I read that like my bible. It was just about the only thing on chimpanzees. To be honest, the things I learned in the wild about chimpanzees using tools, and the way they communicate, and their social intelligence, the way they manipulate each other to get their own way – that never really surprised me. But it did surprise the scientific community. In fact it was quite a hard job to get them to believe some of the things that I had seen. So I think what has happened over the 50 years is that gradually the examples from Gombe and other studies have helped to convince the scientific world that these chimpanzees are so like us." | » |

### Repercussió
Al novembre de 2013, en el marc de les jornades de commemoració als 100 anys de la fundació de l'Estació d'Antropoides, organitzades des de la Facultat de Psicologia de la ULL i el Museu de les Ciències i el Cosmos de Tenerife, el director del Centre de Primatología Wolfgang Köhler Arxivat 2014-07-14 a Wayback Machine. del Institut Max Planck en el zoo de Leipzig, Josep Call, posaria de manifest la importància històrica de l'immoble així com el seu suport a les diferents iniciatives per a la seva recuperació.